# Карлос Куеляр
Карлос Хавиер Куѐляр Хименес (на испански: Carlos Javier Cuéllar Jiménez) е испански професионален футболист, централен защитник. Той е играч на английския Съндърланд.